# Аладжабаир
Аладжабаир или Аладжа баир (на турски: Alacabayır) е село в Мала Азия, Турция, Вилает Балъкесир.

## История
В 19 век Аладжабаир е едно от селата на малоазийските българи.
Българското население на Аладжабаир се изселва в България през 1914 година.